# Захаркив, Екатерина Васильевна
Екатерина Васильевна Захаркив (род. 25 февраля 1990, Магадан) — российская поэтесса, лингвистка, переводчица, исследовательница современной поэзии.

## Биография
Родилась в Магадане. С 1993 г. живёт в Москве. Обучалась в Архитектурной школе и Литературном институте имени А. М. Горького, в магистратуре РГГУ. Работала младшей научной сотрудницей Института языкознания РАН. Там же окончила аспирантуру. 
Стихи с 2013 г. публиковались в журналах «Воздух», «Новое литературное обозрение», «Носорог», в интернет-изданиях «полутона», «Цирк „Олимп“ + TV» и др. Выпускающий редактор интернет-изданий «Ф-Письмо» и «Грёза». Лауреат премии Аркадия Драгомощенко (2016). В 2017 г. издательством «АРГО-РИСК» в книжной серии «Поколение» выпущена дебютная книга Екатерины Захаркив под названием «Felicity conditions». В 2023 году выходит вторая книга стихов «Версии / волны» в издательстве «Новое литературное обозрение».
2 апреля 2024 года защитила диссертацию и стала кандидатом филологических наук.
В настоящее время живет в Израиле. 

## Творчество
Кирилл Корчагин отмечает в стихах Екатерины Захаркив особую оптику:
«Есть холодные города с буйной зеленью — Дублин, Петербург: распределенная в воздухе влага отливается в листве, которая кажется порой более убедительной, чем в отчетливо южных городах. Стихи Екатерины Захаркив похожи на эти города: они холодны, почти отстраненны, и, в то же время, внутри них горит особый холодный огонь, приводящий мир этих стихов в движение, освещающий его с небывалой подробностью. Эта подробность — свойство зрения: взгляд не скользит по предметам, но словно бы сталкивается с ними, а речь стремится ухватить это столкновение, сделать его материальным».
Поэт Андрей Черкасов, номинируя в 2016 г. подборку Екатерины Захаркив на премию Аркадия Драгомощенко, высоко оценил в её текстах работу с пространством и поэтическим субъектом:
«Они сложены из линз, зеркал, осколков; слова здесь проходят сквозь свет, отражаются, преломляются и открывают нечто вроде порталов, создающих глубокую проницаемость текста во все стороны (времени, пространства etc). И последний важный поворот — это выход в «мы», которое по ходу текстов собирается из других местоимений, собеседников, персонажей, и превращается в твёрдое «мы» в последнем тексте, совпадая в нём с возможностью и обещанием действия. И эти тексты, машины, конструкции — они про нас, как и ситуация, которая за ними стоит».
Дебютная книга Захаркив «Felicity conditions» вызвала целый ряд критических откликов: так, поэт Ленни Ли Герке отметил в поэтике Захаркив несомненное влияние Аркадия Драгомощенко, Денис Ларионов причислил Захаркив (вместе с Никитой Сафоновым) к продолжателям традиций американской «языковой школы», а Сергей Васильев отметил в книге большое количество интертекстов — от древней поэмы «Сошествие Иштар в обитель мёртвых» до поэзии Пауля Целана.
Исследователь русскоязычной поэзии Массимо Маурицио, комментировавший особенности поэтики Екатерины Захаркив в докладе «Взаимопроникновение языковых моделей и формального структурирования текста в современной русской поэзии», счёл новаторской её поэму «Хироо Онода», созданную на основе истории Хироо Оноды, японского разведчика, который вёл партизанскую борьбу на одном из филиппинских островов вплоть до 1974 года, не зная о том, что Вторая Мировая война окончена.
Кажущаяся неупорядоченной форма приводит к новому пониманию поэзии, которое формируется в современной культуре; „Хироо Онода”, представляют поэтическое высказывание как текст гибридный, включающий в себя самые разные традиции и художественные методы и нацеленный на расширение возможности высказывания, в том числе путем включения невербальных и вневербальных элементов, равнозначных словесным. Более того, некоторые фрагменты представляют собой „пространственную поэзию”, которая «разбрасывает» слова по всей странице, отказывая в линейном прочтении и символизируя этим „распад человеческих связей в современном мире”».

## Книги
- Felicity conditions. — М.: АРГО-РИСК, 2017 (серия «Поколение»).
- Версии / волны. — М.: Новое литературное обозрение, 2023 (серия "Новая поэзия").

## Премии и признание
- Премия Аркадия Драгомощенко (2016).